# Малые Чапурники
Малые Чапурники (тат. Кече Чапурин) — село в Светлоярском районе Волгоградской области. Входит в состав Большечарпуниковского сельского поселения.

## Физико-географическая характеристика
Село расположено в степи в пределах Сарпинской низменности, являющейся северо-западной частью Прикаспийской низменности, к югу от устья, к югу от устья Чапурниковской балки. Село вытянуто вдоль западного берега озера Сарпа. Средняя высота над уровнем моря — 10 метров. В окрестностях распространены солонцы (автоморфные) и светло-каштановые почвы.
По автомобильным дорогам расстояние до областного центра города Волгограда (до центра города) составляет 41 км (до южной границы города — 4 км), до районного центра посёлка Светлый Яр — 20 км. Через село проходит федеральная автодорога «Каспий» (Подъезд к г. Элисте) Р22
Климат
Климат континентальный, засушливый, с жарким летом и относительно холодной и малоснежной зимой (согласно классификации климатов Кёппена — Dfa). Среднегодовая температура воздуха положительная и составляет +8,7 °C. Средняя температура самого холодного января −7,1 °С, самого жаркого месяца июля +24,6 °С. Многолетняя норма осадков — 367 мм. В течение года количество осадков распределено относительно равномерно: наименьшее количество осадков выпадает в марте-апреле (по 23 мм) и октябре (22 мм), наибольшее количество — в июне и декабре (по 37 мм).

## История
Основано в 1785 году (по другим данным в 1780 году) татарами-переселенцами (кряшенами и мишарями) из Спасского уезда Казанской губернии и из Ломовского уезда Пензенской губернии. Село условно делилось пополам — на кряшенскую и мишарскую части: было два магазина, два кладбища В 1816 году в Малых Чапурниках проживало 29 семей (100 душ мужского и 92 душ женского пола), в 1835 году уже 71 семья, 267 мужчин и 255 женщин. В 1858 году в селе Малые Чапурники действовали 2 маслогорчичных завода, с годовым оборотом 5315 рублей товар сбывался в Астраханской и Саратовской губернии. В 1878 году в селе Малые Чапурники было 174 двора, 575 мужчин и 593 женщин. В селе действовала татарская мечеть, школа, хлебный магазин, 2 торговые лавки. В 1914 году в Малых Чапурниках было 458 дворов, 1262 мужчин и 1211 женщин.
С марта по июнь 1942 года в селе Малые Чапурники и его окрестностях была сформирована 184-я стрелковая дивизия третьего формирования, прошедшая впоследствии славный боевой путь и ставшая 184-й стрелковой Духовщинской Краснознамённой орденов Суворова и Кутузова дивизией.
По состоянию на 1936 год Малые Чапурники являлись центром самостоятельного Мало-Чапурниковского сельсовета. В 1954 году Мало-Чапурниковский сельсовет присоединён к Больше-Чапурниковскому сельсовету.

## Население
Динамика численности населения
| 1816 | 1835 | 1858 | 1878 | 1897 | 1900 | 1905 | 1914 | 2002 |
| ---- | ---- | ---- | ---- | ---- | ---- | ---- | ---- | ---- |
| 192  | 522  | 884  | 1168 | 1715 | 1785 | 1818 | 2462 | 816  |

| 2010 |
| ---- |
| 805  |

Жители преимущественно татары (82 %) (2002) (татары-мишари и татары-кряшены, в 1905 году вернувшиеся в мусульманскую веру).

## Достопримечательности
- Мечеть. В 2010 году был отмечен 250-летний юбилей мечети в Малых Чапурниках[17].